# Elektrokapilarność
Elektrokapilarność – zjawisko elektrokapilarne, zmiana napięcia powierzchniowego na granicy faz elektroda – roztwór, wywołana wymuszoną zmianą skoku potencjału na tej granicy.